# Martyna Kubka
Martyna Kubka (Zielona Góra, 19 de abril de 2001) es una tenista polaca.

## Carrera
Kubka debutó en el WTA Tour, en dobles junto a Anna Hertel, en el 125 de Gdynia 2021. En la primera ronda del torneo perdieron contra Irina Bara y Varvara Lepchenko. Su debut individual en el circuito fue en el 250 de Varsovia 2022, donde perdió contra Elisabetta Cocciaretto en primera ronda.
En 2024 ganó su primer título WTA en dobles junto a Weronika Falkowska, en el 125 de Varsovia. En cuartos de final derrotaron a Alexandra Eala y Darja Semeņistaja, en semifinales a Weronika Ewald y Zuzanna Kolonus y en la final vencieron a Céline Naef y Nina Stojanović.